# 萨戈尼
萨戈尼（羅曼什語發音：[sɐˈgɔɲ] ⓘ）是瑞士格勞賓登州的一个市镇。